# Луцк (аэродром)
Луцк (Вышков) — военный аэродром на северной окраине города Луцка Волынской области на Украине.

## История
Аэродром был построен в 1941 году, сюда был передислоцирован 89-й истребительный авиационный полк. Первой авиационной частью, которую передислоцировали на Луцкий военный аэродром после 2-й мировой войны было 10-е звено 23-го танкового корпуса.
В 1948 году на аэродром передислоцировали 806-й штурмовой авиационный полк, который входил в первую линию обороны и нёс постоянное боевое дежурство на западных границах СССР. В 1956 году на вооружение полка стояли истребители МиГ-15, который использовался в штурмовом варианте. С возникновением нового рода Фронтовой авиации — истребительно-бомбардировочной авиации, 29 апреля 1956 года полк стал именоваться как 806-й истребительно-бомбардировочный авиационный полк. В 1957 году в полк стали поступать МиГ-17.
1 мая 1957 года 806-й истребительно-бомбардировочный авиационный полк на МиГ-15 и МиГ-17 был передан в состав 289-й истребительно-бомбардировочной авиационной Никопольской Краснознамённой дивизии. В 1961 году полк получил на вооружение истребитель-бомбардировщик Су-7Б. В ноябре 1976 года полк переименован в 806-й авиационный полк истребителей-бомбардировщиков, а в 1979 году полк получил новые самолёты Су-17М2.
В связи с получением на вооружение в 1988 году фронтового бомбардировщика Су-24 полк перешел в бомбардировочную авиацию и был переименован в 806-й бомбардировочный авиационный ордена Суворова полк. В связи с распадом СССР полк в январе 1992 года перешел под юрисдикцию Украины.
В 2001 году полк на вооружение поступают фронтовые бомбардировщики Су-24М из состава расформированного 947-го бомбардировочного авиационного полка, который дислоцировался на аэродроме Дубно. 806-й полк пробыл на Луцком аэродроме до своего расформирования в 2004 году.
Последние 17 бомбардировщиков были передислоцированы на авиабазу Староконстантинов. 28 апреля с Луцкого военного аэродрома улетел последний фронтовой бомбардировщик Су-24М из состава полка. 30 октября состоялось прощание с Боевым Знаменем полка, который сдали в музей Вооружённых Сил Украины, и этот день считается днём официального расформирования подразделения.
После расформирования бомбардировочного полка аэродром продолжал функционировать как запасной аэродром. С конца 2004 года на нём дислоцировалась авиационная комендатура, обеспечивавшая приём и выпуск самолётов в случае необходимости, также на аэродроме располагалась база хранения и консервации авиационной техники. Активное использование взлётной полосы прекратилось в 2006 году.
В 2014 году в связи с возросшим военным напряжением аэродром стал использоваться ВВС Украины. Было принято решение о проведении ремонтно-восстановительных работ на аэродроме. С 14 по 21 мая 2014 года на аэродроме проходили лётно-методические учения по боевому слаживанию экипажей, пар и звеньев тактической и транспортной авиации ВВС Украины.
С апреля по июль 2016 года на аэродроме временно дислоцировались самолёты 7-й бригады тактической авиации в связи с ремонтом взлётно-посадочной полосы на аэродроме Староконстантинов. В апреле 2017 года на аэродроме проходили учения 7-й бригады тактической авиации.
В ноябре 2017 года Кабинет министров Украины принял решение о передислокации 204-й Севастопольской бригады тактической авиации на Луцкий военный аэродром. Однако в связи с тем, что материально-техническая база не была готова, передислокация откладывалась.
10 апреля 2018 года командование ВВС Украины и Центральный проектный институт подписали два договора о проведении проектных работ на объектах Луцкого военного аэродрома. 31 июля на Луцкий аэродром прилетел первый самолёт 204-й Севастопольской бригады тактической авиации L-39 «Альбатрос», а 10 ноября — первый МиГ-29. В августе через систему электронных закупок Prozorro воинская часть А3186 объявила о намерении начать строительство нового здания дежурного звена. 21 сентября в Луцке торжественно встретили личный состав 204-й бригады тактической авиации. В марте 2019 года началось строительство общежитий для личного состава. В июле на аэродроме установили современную систему посадки украинского производства, которая позволяет обеспечивать полёты в сложных метеоусловиях в любое время суток, обмениваться данными с другими РЛС, реализовать автоматическое сопровождение траектории движения воздушных объектов, оставаясь помехоустойчивой. 26 июля первая пара истребителей МиГ-29 из состава 204 БрТА передислоцировалась на аэродром для несения боевого дежурства.
На февраль 2020 года была запланирована реконструкция ангар-лаборатории. В мае 2020 года были объявлены тендеры на покупку видеокамер для авиационно-технического состава. Установить и настроить систему видеонаблюдения на территории аэродрома должны были до 24 ноября 2020 года. Был объявлен тендер на постройку внешнего ограждения и освещения на территории аэродрома. Завершить строительство планировали в 2023 году. 30 июля 2020 года на авиабазу прибыл капитально отремонтированный на Львовском государственном авиационно-ремонтном заводе истребитель МиГ-29.